# Raková (přírodní památka)
Raková je přírodní památka v katastrálním území obce Chropov v okrese Skalica v Trnavském kraji na Slovensku. Území bylo vyhlášeno v roce 1992  a jeho rozloha je 8,6 hektaru. Předmětem ochrany jsou bělokarpatské travní porosty na levé straně potoka Raková s pestrými společenstvy rostlin a živočichů.